# Pistoia Basket 2018-2019
Questa voce raccoglie le informazioni riguardanti il Pistoia Basket 2000 nelle competizioni ufficiali della stagione 2018-2019.

## Stagione
La stagione 2018-2019 del Pistoia Basket 2000, sponsorizzata Oriora, è la 6ª nel massimo campionato italiano di pallacanestro, la Serie A.
All'inizio della nuova stagione la Lega Basket decise di modificare il regolamento riguardo al numero di giocatori stranieri da schierare contemporaneamente in campo. Si decise così di optare per la scelta della formula con 6 giocatori stranieri senza vincoli.

## Roster
Aggiornato al 9 agosto 2018.
| Oriora Pistoia 2018-19 | Oriora Pistoia 2018-19 |
| Giocatori              | Staff tecnico          |
| ---------------------- | ---------------------- |

| N. | Naz.                                       | Ruolo | Nome                    | Anno | Alt.   | Peso   |  |
| -- | ------------------------------------------ | ----- | ----------------------- | ---- | ------ | ------ |  |
| 0  | Italia (bandiera)                          | PG    | Riccardo Bolpin         | 1997 | 197 cm | 90 kg  |  |
| 00 | Stati Uniti (bandiera)                     | AP    | Tony Mitchell           | 1989 | 198 cm | 98 kg  |  |
| 2  | Italia (bandiera)                          | P     | Gianluca Della Rosa (C) | 1996 | 180 cm | 73 kg  |  |
| 3  | Stati Uniti (bandiera)                     | P     | Kerron Johnson          | 1990 | 185 cm | 80 kg  |  |
| 4  | Stati Uniti (bandiera)                     | GA    | L.J. Peak               | 1996 | 196 cm | 98 kg  |  |
| 5  | Stati Uniti (bandiera) · Gambia (bandiera) | AC    | Ousman Krubally         | 1988 | 202 cm | 102 kg |  |
| 9  | Rep. Ceca (bandiera)                       | AG    | Patrik Auda             | 1989 | 206 cm | 107 kg |  |
| 11 | Italia (bandiera)                          | AC    | Marco Di Pizzo          | 1998 | 204 cm | 91 kg  |  |
| 13 | Italia (bandiera)                          | G     | Matteo Martini          | 1992 | 195 cm | 88 kg  |  |
| 14 | Italia (bandiera)                          | G     | Lorenzo Querci          | 2001 | 190 cm |        |  |
| 15 | Italia (bandiera)                          | C     | Andrea Crosariol        | 1984 | 212 cm | 114 kg |  |
| 16 | Italia (bandiera)                          | AC    | Luca Severini           | 1996 | 204 cm | 92 kg  |  |
| 19 | Italia (bandiera)                          | C     | Angelo Del Chiaro       | 2001 | 204 cm | 100 kg |  |
| 21 | Slovenia (bandiera)                        | GA    | Blaž Mesiček            | 1997 | 197 cm | 85 kg  |  |
| 23 | Stati Uniti (bandiera)                     | G     | Dominique Johnson (C)   | 1987 | 191 cm | 88 kg  |  |
| 23 | Stati Uniti (bandiera)                     | PG    | Jake Odum               | 1991 | 193 cm | 82 kg  |  |
| 32 | Stati Uniti (bandiera)                     | C     | Mickell Gladness        | 1986 | 211 cm | 104 kg |  |
|    | Italia (bandiera)                          | G     | Alessandro Mati         | 2001 |        |        |  |

| Allenatore |
| - Alessandro Ramagli (fino al 28 marzo) - Fabio Bongi (dal 28 marzo e fino al 1º aprile) - Paolo Moretti (dal 1º aprile)                        |
| Assistente/i |
| - Marcello Billeri - Fabio Bongi (fino al 28 marzo e dal 1º aprile) - Luca Civinini Legenda - (C) Capitano - (IN) Inattivo - Infortunato Roster |

## Mercato

### Sessione estiva
| Acquisti | Acquisti           | Acquisti          | Acquisti      | Acquisti |
| R.a      | Nome               | da                | Modalità      |          |
| -------- | ------------------ | ----------------- | ------------- | -------- |
| ALL      | Alessandro Ramagli | Virtus Bologna    | definitivo    |          |
| G        | Matteo Martini     | Legnano Basket    | definitivo    |          |
| PG       | Riccardo Bolpin    | Reyer Venezia     | prestito      |          |
| AG       | Patrik Auda        | Scandone Avellino | definitivo    |          |
| AC       | Luca Severini      | Junior Casale     | fine prestito |          |
| P        | Kerron Johnson     | R. Ludwigsburg    | definitivo    |          |
| GA       | L.J. Peak          | Wellington Saints | definitivo    |          |
| AC       | Ousman Krubally    | PAOK Salonicco    | definitivo    |          |
| G        | Dominique Johnson  | Reyer Venezia     | definitivo    |          |
| AC       | Marco Di Pizzo     | Fulgor Omegna     | fine prestito |          |

| Cessioni | Cessioni           | Cessioni         | Cessioni       | Cessioni |
| R.       | Nome               | a                | Modalità       |          |
| -------- | ------------------ | ---------------- | -------------- | -------- |
| P        | Tommaso Laquintana | Brescia          | fine contratto |          |
| ALL      | Vincenzo Esposito  | Dinamo Sassari   | fine contratto |          |
| AG       | Raphael Gaspardo   | Pall. Reggiana   | fine contratto |          |
| C        | Daniele Magro      | Dinamo Sassari   | fine contratto |          |
| GA       | Fabio Mian         | Aquila Trento    | fine contratto |          |
| P        | Ronald Moore       | Pall. Varese     | fine contratto |          |
| G        | Tyrus McGee        | Afyon Belediye   | fine contratto |          |
| AC       | Dejan Ivanov       | Levski Sofia     | fine contratto |          |
| G        | Cesare Barbon      | Universo Treviso | fine prestito  |          |
| A        | Yakhouba Diawara   | Le Portel        | fine contratto |          |
| AG       | Jaylen Bond        | Free agent       | fine contratto |          |
| AP       | Federico Onuoha    | Free agent       | fine contratto |          |

### Dopo l'inizio della stagione
| Acquisti | Acquisti         | Acquisti         | Acquisti         | Acquisti   |
| R.       | Nome             | da               | Data             | Modalità   |
| -------- | ---------------- | ---------------- | ---------------- | ---------- |
| C        | Mickell Gladness | Ironi Nes Ziona  | 14 novembre 2018 | definitivo |
| GA       | Blaž Mesiček     | Olimpija Lubiana | 30 gennaio 2019  | definitivo |
| C        | Andrea Crosariol | Bakery Piacenza  | 19 febbraio 2019 | definitivo |
| PG       | Jake Odum        | Promitheas       | 21 febbraio 2019 | definitivo |
| AP       | Tony Mitchell    | Pall. Cantù      | 28 febbraio 2019 | definitivo |
| ALL      | Paolo Moretti    | Mens Sana Siena  | 1 aprile 2019    | definitivo |

| Cessioni | Cessioni           | Cessioni           | Cessioni         | Cessioni       |
| R.       | Nome               | a                  | Data             | Modalità       |
| -------- | ------------------ | ------------------ | ---------------- | -------------- |
| G        | Dominique Johnson  | Al-Riyadi Beirut   | 22 gennaio 2019  | fine contratto |
| AC       | Luca Severini      | Universo Treviso   | 14 febbraio 2019 | rescissione    |
| P        | Kerron Johnson     | Hapoel Be'er Sheva | 21 febbraio 2019 | rescissione    |
| C        | Mickell Gladness   | Benfica            | 27 febbraio 2019 | rescissione    |
| G        | Matteo Martini     | Latina Basket      | 18 marzo 2019    | prestito       |
| ALL      | Alessandro Ramagli | Free agent         | 28 marzo 2019    | rescissione    |